# 盎博罗削图书馆

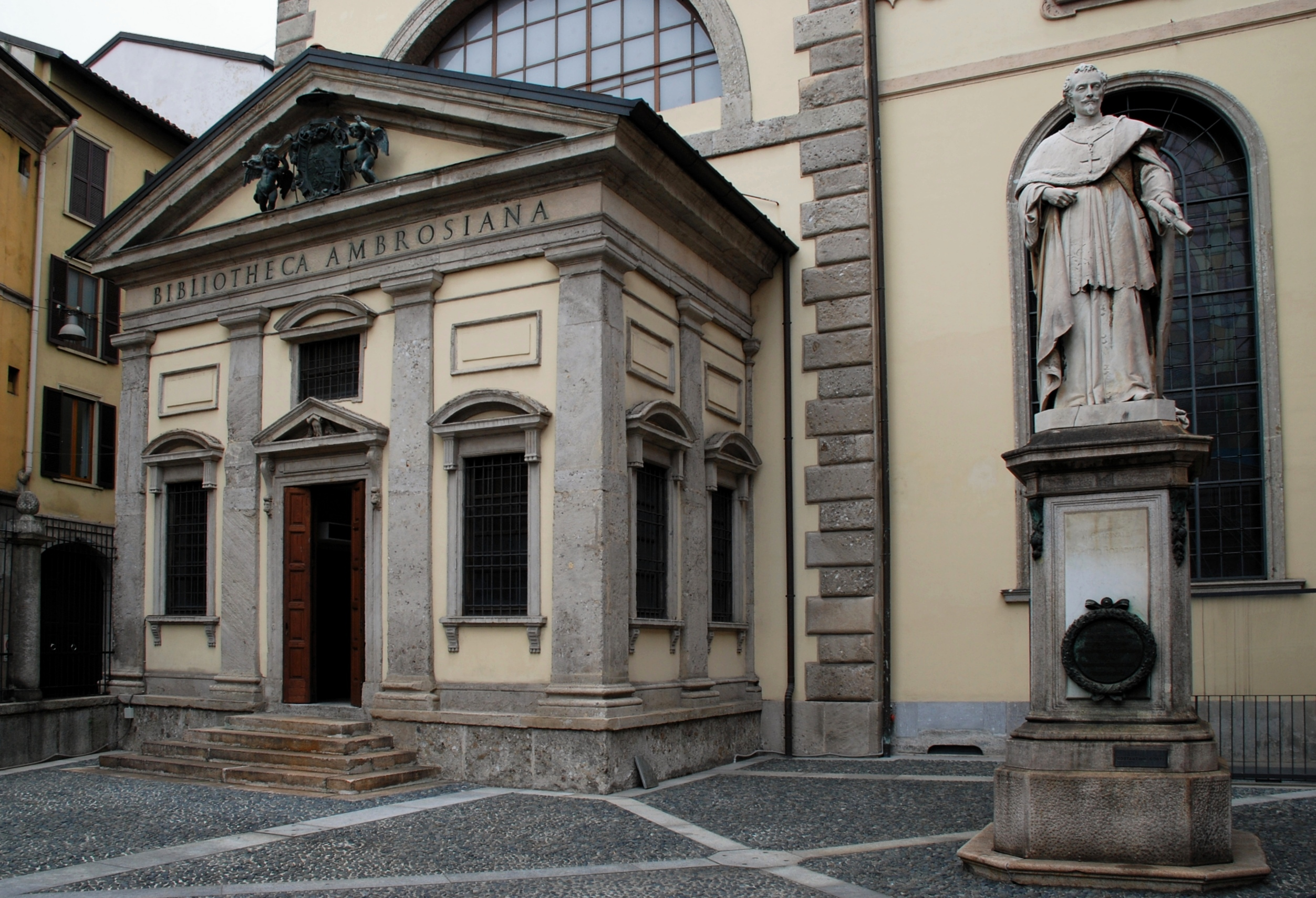
盎博罗削图书馆

盎博罗削图书馆（義大利語：Biblioteca Ambrosiana）是意大利米兰一座历史悠久的图书馆，盎博罗削画廊（Pinacoteca Ambrosiana）亦设于此。它得名于米兰的主保圣人盎博罗削，由枢机主教费德里科·博羅梅奧（1564年至1631年）创建，其代理人遍及西欧，甚至远达希腊和叙利亚，寻找书籍和手稿。整个图书馆被完整收购的情况包括本笃会博比奥修道院（1606）以及帕多瓦的文森佐·庇尼的收藏，他的800余手稿在送往米兰时装满了70个盒子，其中包括著名的《伊利亚特》（《盎博罗削伊利亚特》）。 彩色玻璃窗是由画家 卡罗·巴齐 （義大利語：Carlo Bazzi，1875年－1947年）制作的，部分是从第二次世界大战中拯救出来的。